# Чиж, Мирослав
Мирослав Чиж (словац. Miroslav Číž, 11 февраля 1954, Банска-Штьявница — 29 декабря 2022) — словацкий политический деятель, депутат Национального совета Словакии (2002—2019) и Европарламента (2019—2022).

## Биография
Родился в городе Банска-Штьявница. Изучал право в Университете имени Коменского, получил диплом в 1978 году. С 1979 по 1981 год работал юристом в ОБНВ, Братислава IV. В годы социалистического режима занимал высокие посты в национальных комитетах Коммунистической партии Чехословакии. В период 1981—1989 годы читал лекции в Институте национальных комитетов.
С 1990 по 2002 год работал в Национальном совете Словацкой Республики.
После падения режима остался членом Коммунистической партии Словакии, которая впоследствии была переименована в Партию левых демократов (ПЛД).
В 1990-х годах занимал несколько официальных должностей в Национальном совете Словакии. В 1999 году с группой членов ПЛД во главе с Робертом Фицо покинул партию и основал новую партию «Курс — социальная демократия». С 2002 года он был членом Национального совета, а с 2006 по 2010 и с 2014 по 2016 год был заместителем спикера. С 2015 года — депутат от партии «Курс — социальная демократия», заместитель председателя клуба «Курс — социальная демократия», член Комитета по мандату и иммунитету Национального совета Словацкой Республики, член Комитета по культуре и средствам массой информации Национального совета Словацкой Республики и член Постоянного представительства Национального совета Словацкой Республики при Межпарламентском союзе.
За свою политическую карьеру он прошёл профессиональные стажировки в Германии, Швейцарии, Великобритании и Ирландии. Он читал лекции на философском факультете Университета имени Коменского и Академии Истрополитана в Братиславе.
Широкую огласку получил инцидент, произошедший 18 июня 2019 года в столовой Национального совета Словацкой Республики. В столовой было меню с различными блюдами, из которых депутаты могли выбирать. После голосования в парламенте Чиж попросил у повара куриные ножки из меню. Повар сообщил ему, что в столовой их больше нет, и предложил выбрать из других доступных блюд. По словам Ото Жарнаи, который присутствовал в столовой в то время, Чиж начал кричать на повара. Через некоторое время он попросил выйти директора столовой, на которого также накричал и якобы угрожал повару увольнением.
Мирослав Чиж более семи месяцев находился в больнице «Зеленая мечта» в Банской-Бистрице, после госпитализации туда из-за «коллапса организма» он заразился коронавирусом. Умер 29 декабря 2022 года, в возрасте 68 лет.